# Hamlets
Hamlets (già conosciuto come IBM Servlet-based Content Creation Framework) è un sistema open source destinato a generare web-pages che è stato inizialmente sviluppato da René Pawlitzek a IBM. Un Hamlet è un'estensione di un servlet che legge templates in formato XHTML contenenti presentazioni basate su SAX. Il contenuto viene dinamicamente inserito nei templates, che sono annotate con tags et IDs, mediante un insieme ristretto di funzioni call-back. È anche disponibile un compilatore di templates destinato ad accelerare l'esecuzione degli Hamlets.
Gli Hamlets si distinguono per la loro semplicità di comprensione e di utilizzo ed anche per il fatto che consumano poche risorse. Sono un sistema che facilita lo sviluppo di applicazioni Web tramite un framework per la creazione di contenuto basato su servlets. Non solo gli Hamlets supportano la completa separazione tra contenuto e presentazione ma la impongono.